# Albert Châtelet
|  | No s'ha de confondre amb el seu fill del mateix nom Albert Châtelet, historiador de l'art. |

Albert Châtelet   (Valhuon, 24 d'octubre de 1883 - París, 30 de juny de 1960) va ser un matemàtic i polític d'esquerres i pacifista francès.

## Vida i Obra
El seu pare era mestre d'escola i molt actiu en l'estudi i la millora de l'agricultura local. Châtelet fa els seus estudis a les escoles on treballa el seu pare. El 1901 entra al lycée de Douai per a preparar l'ingrés a l'École Normale Supérieure que aconsegueix el 1904. Després de fer el servei militar, estudia a l'ENS, en la qual es gradua el 1908. El 1911 obté el doctorat a la universitat de París amb una tesi de teoria de nombres dirigida per Jules Tannery. El curs 1911-1912 va ser invitat a fer el cours Peccot del Collège de France. El contingut de les conferències es publica l'any següent en forma de llibre amb el títol de Leçons sur la théorie des nombres.
El 1913 és nomenat professor a la universitat de Tolosa i l'any següent de la de Lilla, però no pot ocupar aquest darrer càrrec per l'esclat de la Primera Guerra Mundial. Va estar mobilitzat fins al 1919, primer en tasques sanitàries i després fent experiments d'artilleria naval a Gâvres. El 1920 va començar a donar classes a Lilla i el 1924 va ser nomenat rector de la universitat. La seva tasca de reconstrucció serà ingent, ja que la universitat havia quedat molt malmesa per la guerra. El 1936 va presidir un congrés a Le Havre per parlar de la reforma dels ensenyaments secundaris, en el qual es mostra partidari d'una reforma profunda i de la incorporació de noves tendències pedagògiques.
El 1937 va ser nomenat Director General d'Ensenyament Secundari pel Ministre d'Ensenyament del Front Populaire, Jean Zay. El 1940, l'ocupació de França pels nazis i la constitució del govern de Vichy el van fer caure en desgràcia pel seu esquerranisme i va ser enviat com a professor d'aritmètica a la universitat de Caen. El 1945, acabada la guerra, va ser nomenat professor de teoria de nombres a la Sorbona, en la qual va ser degà de la Facultat de Ciències des de 1949 fins a la seva jubilació el 1954.
Després de la jubilació va continuar sent molt actiu tan en l'àmbit acadèmic com en el polític. En el acadèmic va col·laborar amb l'oficina estadística de la universitat, la comissió nacional de la UNESCO, directori del CNRS, diversos moviments juvenils i d'ensenyament. En el polític es va comprometre amb moviments contra la guerra d'Algèria (com el comitè Maurice Audin, que va fundar i presidir), contra la tortura, pel pacifisme i afavorint les relacions internacionals contra la guerra freda. El 1958, amb 74 anys, va ser el candidat de la UFD en les eleccions presidencials que va guanyar Charles de Gaulle.